# Konstantin VIII
Konstantin VIII (grekiska: Κωνσταντίνος Η΄), född 960, död 11 november 1028, var en monark i kejsardömet Bysans mellan år 1025 och 1028. 
Konstantin VIII hade då han 1025 efterträdde sin bror Basileios tidigare varit dennes medkejsare, dock utan att själv ta del i styrelsen. Då han fick makten var han en ålderdomssvag rucklare, endast betänkt på att åt sig och sina närmaste vänner kvarhålla maktens förmåner. Han efterträddes av Zoë Porphyrogenita.